# Aragog
Aragog is een fabeldier uit de Harry Potterboekenreeks, geschreven door J.K. Rowling.

## Algemene beschrijving
Aragog is een Acromantula, een meer dan manshoge spin, die in het Verboden Bos leefde. Hij werd ongeveer 56 jaar oud en had een vrouw Mosag. Samen met Mosag had hij vele kinderen en kleinkinderen die stuk voor stuk gevaarlijke Acromantula's zijn.
Het eerste deel van Aragogs naam komt wellicht van Arachnida, de klasse waartoe de spinnen behoren. Gog is de naam van een heerser uit Ezechiël.
Aragog was de leider van alle andere Acromantula's tot op de dag van zijn dood. Hij komt voor het eerst voor in het tweede boek en de tweede film.

## In de boeken
Een van de vrienden van Harry Potter en tevens leraar Verzorging van Fabeldieren, de halfreus Rubeus Hagrid, had Aragog bij zijn geboorte gered en hierdoor verdiende Hagrid zijn respect en deed Aragog de meeste mensen geen kwaad. Anderzijds, zijn Acromantula's niet zeer vriendelijk tegen mensen en in een van de boeken neigen de overgebleven Acromantula's na Aragogs dood Harry Potter en Ron Wemel zelfs op te eten.
In het tweede boek wordt Hagrid ervan verdacht de Geheime Kamer te hebben geopend en wordt hij gevangengenomen in Azkaban, de tovenaarsgevangenis. Wanneer hij wordt afgevoerd probeert hij Harry en Ron nog snel een tip te geven over wie de Geheime Kamer zou kunnen hebben geopend door tegen hen te roepen "Volg de spinnen". Wanneer Harry en Ron dit inderdaad doen, komen ze bij Aragog terecht, waar ze kort met hem praten maar dan voor hun leven moeten rennen omdat Aragogs familieleden hen aanvallen. Aragog kan hen uiteindelijk nog net vertellen dat Hagrid geen schuld had.
In het zesde boek sterft Aragog van ouderdom. Hagrid is ontroostbaar en regelt een begrafenis, waar Harry Potter en Hildebrand Slakhoorn, de leraar Toverdranken, bij aanwezig zijn. Tijdens de bijeenkomst na de begrafenis worden Hagrid en Slakhoorn zó dronken, dat Slakhoorn Harry eindelijk zijn herinnering afstaat zodat Harry samen met Perkamentus door middel van de Hersenpan kan nagaan wat Slakhoorn aan Heer Voldemort heeft verteld over Gruzielementen.

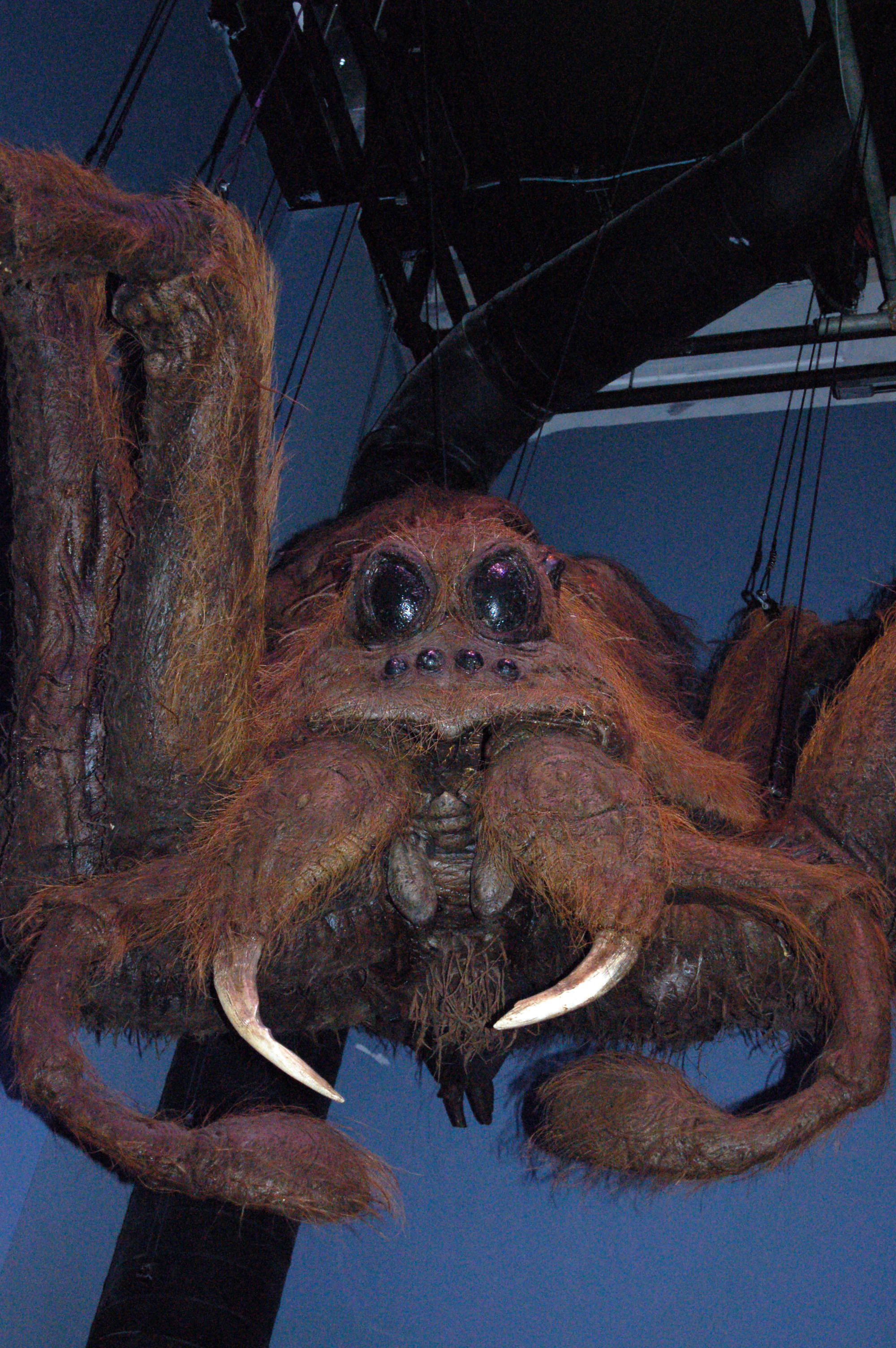
Close-up van de kop